# Покои (телесериал)
«Покои» (англ. Chambers) — американский телесериал в жанре ужаса и фэнтези, который входит в список сериалов Netflix.
19 июня 2019 года Netflix объявил о том, что сериал закрыт после одного сезона.

## Сюжет
Девушка, получившая в результате операции новое сердце, пытается раскрыть тайну происхождения органа и того, почему неожиданно скончался его предыдущий владелец. В ходе расследования она начинает постепенно меняться, словно перенимая странные и неприятные черты характера донора.

## Обзор сезонов
| Сезон | Сезон | Эпизоды | Дата показа    | Дата показа    |
| Сезон | Сезон | Эпизоды | Премьера       | Финал          |
| ----- | ----- | ------- | -------------- | -------------- |
|       | 1     | 10      | 26 апреля 2019 | 26 апреля 2019 |

## Эпизоды

### Сезон 1 (2019)
| № | Название                                              | Режиссёр             | Автор сценария              | Дата премьеры  | Произв. код |
| --- | ----------------------------------------------------- | -------------------- | --------------------------- | -------------- | ----------- |
| 1 | «Into the Void» «В бездну»                            | Альфонсо Гомез-Рейон | Леа Рэйчел                  | 26 апреля 2019 | 101         |
| Саша Яззи стоит в очереди на трансплантацию сердца. После очередного приступа, ее доставляют в больницу, где проводят успешную операцию по пересадке. Донором оказывается молодая девушка, которая при загадочных обстоятельствах погибла накануне. Саша решает выяснить, кем была ее спасительница. |                                                       |                      |                             |                |             |
| 2 | «Right to Know» «Право знать»                         | Альфонсо Гомез-Рейон | Акела Купер                 | 26 апреля 2019 | 102         |
| обеспокоенная усиливающейся связью с Бекки, Саша решает получше узнать своего донора и углубляется в ее прошлое. Девушке предстоит разгадать загадки жизни и смерти доселе незнакомого человека. В это время Нэнси всеми силами цепляется за возможность сохранить воспоминания о дочери.            |                                                       |                      |                             |                |             |
| 3 | «Bad Inside» «Зло внутри»                             | Тай Уэст             | Леа Рэйчел & Трэвис Джексон | 26 апреля 2019 | 103         |
| странные события заставляют Сашу думать, что с ее сердцем что-то не так. Она обращается к врачам, чтобы получить объяснение своему необычному состоянию. Родители погибшей Бекки, ставшей донором сердца для Саши, пытаются вместе пережить тяжесть утраты единственной дочери.                      |                                                       |                      |                             |                |             |
| 4 | «2 for 1» «Два по цене одного»                        | Франческа Грегорини  | Рэнди Маккиннон             | 26 апреля 2019 | 104         |
| Уверенная, что ее неожиданные порывы являются сигналами от Бекки, подарившей ей свое сердце, Саша решает начать рискованное расследованиеи добиться правды. В это время у Нэнси, матери донора, появляются тревожные симптомы.                                                                       |                                                       |                      |                             |                |             |
| 5 | «Murder on My Mind» «Убийство на уме»                 | Дана Гонсалес        | Ребекка Кирш                | 26 апреля 2019 | 105         |
| 6 | «With Grace and Gratitude» «Смирение и благодарность» | Сидни Фриланд        | Чармэйн Де Грейт            | 26 апреля 2019 | 106         |
| 7 | «Trauma Bonding» «Связанные болью»                    | Неизвестно           | Неизвестно                  | 26 апреля 2019 | 107         |
| 8 | «Heroic Dose» «Героическая доза»                      | Неизвестно           | Неизвестно                  | 26 апреля 2019 | 108         |
| 9 | «In the Gloaming» «В потемках»                        | Неизвестно           | Неизвестно                  | 26 апреля 2019 | 109         |
| 10 | «The Crystal Organ» «Кристальный орган»               | Неизвестно           | Неизвестно                  | 26 апреля 2019 | 110         |